# Морелия
Море́лия (исп. Morelia), до 1828 года Вальядоли́д (исп. Valladolid) — город в Мексике, столица штата Мичоакан. Расположен в районе долины Гуаянгарео (Guayangareo) на высоте 1921 м над уровнем моря. Является самым крупным городом в штате, население 597 511 человек (по переписи 2010 года). Муниципалитет Морелия имеет площадь 1 199,02 км² с населением 729 279 человек. В него также входят города Морелос и Капула.
Исторический центр Морелии, состоящий из более чем 1000 колониальных строений и церквей, был внесён в список объектов Всемирного наследия в 1991 году.

## История
Морелия была официально основана 8 мая 1541 года первым вице-королём Новой Испании Антонио де Мендоса под названием Нуэва-Сьюдад-де-Мечуакан (Nueva Ciudad de Mechuacán, «Новый город Мечуакана»). В городе проживало 50 испанских дворянских семей и нищие слуги-индейцы. В 1545 году название было изменено на Вальядолид, в честь родного города Антонио де Мендосы в Испании.
В отличие от индейского города Пацкуаро, который длительное время враждовал с Вальядолидом, последний был главным образом испанским, где жили конкистадоры и их наследники, а также выскочки из метрополии. В 1547 году ему присвоили статус города, а в 1553 году — собственный герб.
Соперничество между Пацкуаро и Вальядолидом развернулось при споре за расположение Мичоаканской епархии. Испанцы требовали, чтобы епископство находилось в Вальядолиде, но Васко де Кирога, всегда защищавший индейцев от притеснений, был на стороне Пацкуаро. В 1571 году (через 6 лет после смерти Васко де Кирога) король Испании Филипп II отдал предпочтение Вальядолиду.
В 1580 году Вальядолид перенял у Пацкуаро статус столицы штата Мичоакан. На протяжении колониального периода в городе было основано несколько религиозных орденов, что повысило культурный статус города.
В 1828 году, новосозданный штат Мичоакан переименовал город из Вальядолида в Морелию в честь Хосе Мария Морелоса, национального героя Мексики, родившемся в этом городе.
Во время Англо-франко-испанской интервенции в Мексику был захвачен 30 ноября 1863 года французскими войсками. Попытка мексиканских республиканских войск отбить город закончилась неудачей, и до начала 1867 года он оставался во власти профранцузского правительства Мексиканской империи.

## Достопримечательности
Интересные с архитектурной точки зрения строения:
- Кафедральный собор Морелии (строительство было начато 6 августа 1660 года и завершено через 84 года, в 1744 году)
- Храм Богоматери Гваделупской, один из красивейших храмов Мексики
- Акведук (построен между 1785 и 1789 годами)
- Дворец губернатора
- Дворец Клавихеро
- множество церквей, монастырей и домов

В Морелии также находится самая старая консерватория в Америке (исп. Conservatorio de Música de las Rosas).

## Известные уроженцы города
В 1765 году в городе родился Хосе Мария Морелос, в честь которого город получил новое название 12 сентября 1828 года. Хосе Мария Морелос вместе с Мигелем Идальго-и-Костилья начали войну за независимость Мексики от Испании в 1810 году.
В Морелии также родились Агустин Итурбиде (1783), первый император Мексики, и Хосефа Ортис де Домингес, национальная героиня Мексики.

## Транспорт
Международный аэропорт Морелии находится примерно в 27 км к северо-востоку от центра города.